# Janine Lindemulder
Janine Marie Lindemulder, född 14 november 1968 i La Mirada i Kalifornien, är en amerikansk före detta strippa och pornografisk skådespelare. Hon är mest känd (och oftast marknadsförd som Janine) för sin medverkan i pornografiska filmer under mitten av 1990-talet och efter en comeback 2004. Lindemulder är medlem av AVN Hall of Fame och XRCO Hall of Fame. Hon har även medverkat i produktionen av ett antal musikvideor, inklusive för Blink-182, och hon syntes 1999 på omslaget på deras album Enema of the State.

## Biografi

### Tidiga år
Lindemulder föddes i Los Angeles-förorten La Mirada, som dotter till Jewel Jonlyn Jeter och William Lindemulder. Hon har en syster, Kristine. Hennes kusin Kelly Madison är också involverad i den pornografiska branschen. Under uppväxten i La Mirada hade hon stabila hemförhållanden, hon var aktiv i skolidrott – inte minst inom friidrott – och fick fyra stipendier med koppling till hennes intresse för softball.

### Tidig karriär
Efter att hon 1986, som 18-åring, tagit high school-examen, arbetade Lindemulder som strippa. Hon besvarade en tidningsannons som sökte en figure model, utan veta att detta syftade på nakenmodell. Efter ett möte med fotografen som satt in annonsen, frågade han henne om att gå med på ett mittutvik till herrtidningen Penthouse. Lindemulder gjorde sitt första utvik i tidningen i decembernumret 1987, som Pet of the Month. Under det kommande decenniet syntes hon ytterligare ett antal gånger i Penthouse, liksom i andra herrtidningar/porrtidningar som Gallery och Hustler. 1990 nådde hon andra plats i omröstningen om Pet of the Year.
Lindemulders första filmroll kom 1988 i den italienska produktionen Bersaglio sull'autostrada, känd som Moving Target i engelskspråkiga länder. Där krediterades hon som "Janine Linde". Därefter fortsatte hon att medverka andra B-filmer, inklusive i Spring Break USA och Caged Fury.

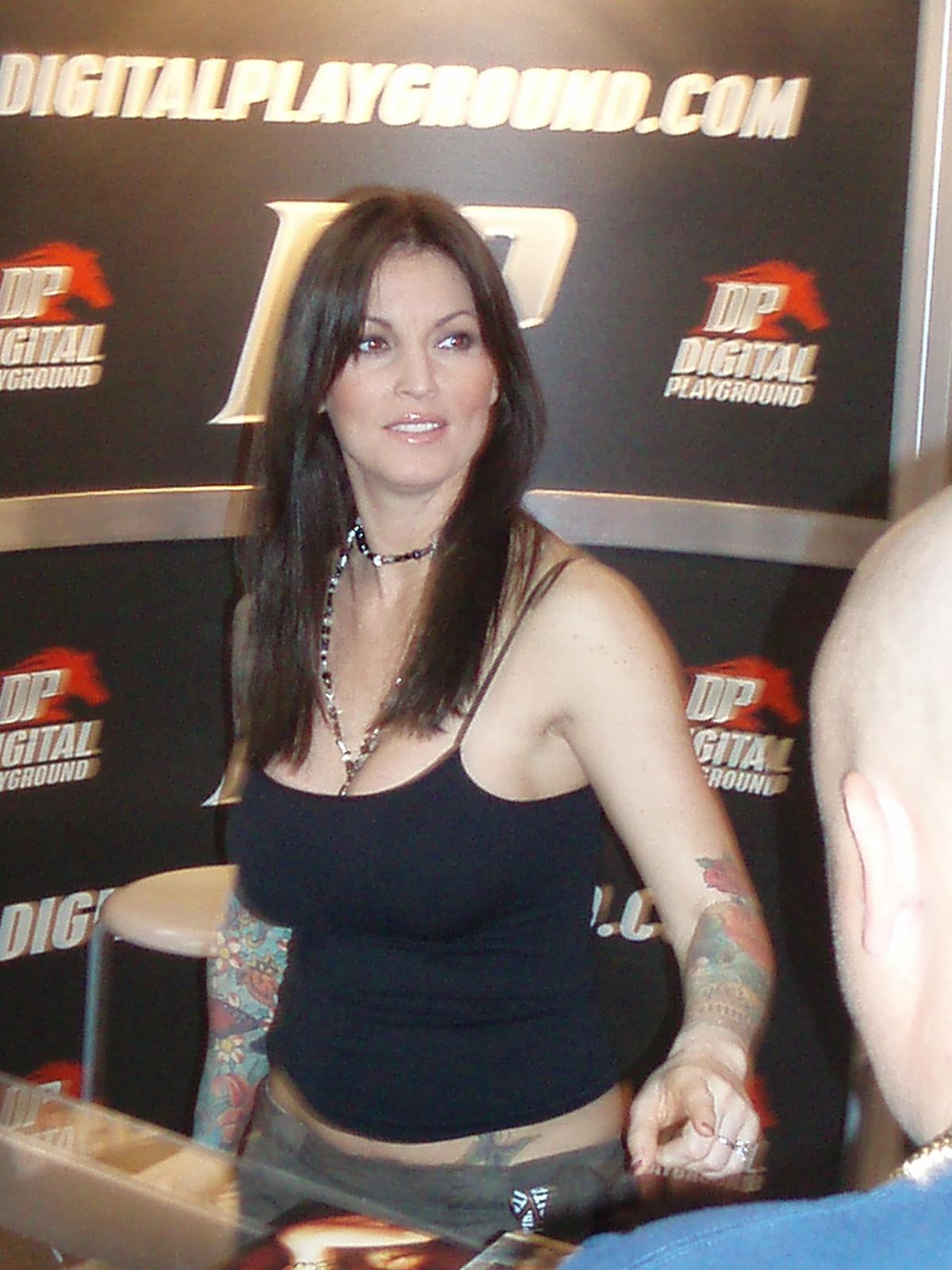
Lindemulder vid 2006 års AVN Expo i Las Vegas.

### Pornografisk filmkarriär
Lindemulder gjorde sin debut som porrfilmsskådespelare i långfilmen Andrew Blake's Hidden Obsessions från 1992. Hon figurerade i ytterligare två porrfilmer, innan hon skrev på ett exklusivt kontrakt med bolaget Vivid. Hennes första Vivid-produktion var Parlor Games, och hon spelade sedan i ett 50-tal andra Vivid-titlar.
Tillsammans med aktriskollegan Julia Ann bildade Lindemulder också den exotiska dansduon Blondage, som var inblandad i marknadsföringen för ett antal av Vivids videoutgåvor. Blondage presenterades i ett tidigt nummer av serietidningen True Stories of Adult Film Stars (utgiven på Carnal Comics), där en historia var skriven av Lindemulder.

### Modellande och senare skådespelande
1997 spelade Lindemulder hustrun till en lägerchef i Howard Sterns film Private Parts. Hon medverkade också ett antal gånger som gäst på Sterns radioshower.
Lindemulder var omslagsmodell för 1999 års musikalbum Enema of the State med gruppen Blink-182' och spelade rollen som sjuksköterska i videon för deras låt "What's My Age Again?".

### Pensionering och återkomst
1999 meddelade Lindemulder sin avsikt att lämna den pornografiska filmbranschen för att övergå till att arbeta som förskollärare. Hon tillade att ytterligare en orsak var hennes vilja att fokusera mer på att uppfostra sin son.
2002 invaldes hon i AVN Hall of Fame in 2002. Hennes pensionering från den pornografiska branschen varade till april 2004, när hon meddelade sin återkomst – nu för första gången i scener med män. Hon skrev kontrakt med sitt tidigare bolag Vivid Video och medverkade i åtta nya filmer. Hennes första film med en manlig skådespelare var med Nick Manning i Maneater.
Efter att hennes kontrakt med Vivid löpt ut, skrev Lindemulder kontrakt med konkurrerande Digital Playground. Där medverkade hon i ett handfull inspelningar, inklusive 2005 års Pirates.
I januari 2006 fick Lindemulder motta två AVN-statyetter. I filmen Janine Loves Jenna (april 2007) delar hon titelrollen med Jenna Jameson.

### Privatliv
1988 gifte sig Janine Lindemulder med tidigare byggarbetaren Grant Motshagen, och i juli 1991 föddes parets son Tyler. Lindemulder och Motshagen skilde sig 1996. 2017 blev Tyler far, vilket gjorde Lindemulder till farmor. Den 20 oktober 2002 gifte sig med motorcykelbyggaren Jesse James (känd för West Coast Choppers).  De hade ett tumultartat äktenskap och James var återkommande otrogen med andra kvinnor. I november 2003 lämnade James Lindemulder för att inleda en relation med Hollywood-skådespelerskan och James blivande hustru Sandra Bullock; Lindemulder var vid tillfället gravid i sjunde månaden med deras dotter Sunny, och 2004 skilde sig Lindemulder och James.
2009 gifte sig Lindemulder med Jeremy "Lefty" Aikman; de skilde sig dock året därpå.

#### Rättsproblem och vårdnadstvist
I augusti 2008 dömdes Lindemulder för att ha underlåtit att betala statlig inkomstskatt. Hon hade underlåtit att betala närmare 300 000 dollar i upplupen skatt; trots skatteskulden hade hon bland annat lagt en delbetalning på 647 000 dollar på ett nytt hus.
Fyra månader senare började Lindemulder avtjäna ett sex månader långt fängelsestraff för skatteflykt. Domaren utdömde även upp till sex månader på en återanpassningsklinik, ett års övervakad frigivning samt återbetalning av 294 000 i skatt.
Under Lindemulders fängelsetid tilldömdes Jesse James vårdnaden om deras gemensamma dotter. Efter Lindemulders frisläppande inleddes en vårdnadstvist om dottern, en tvist som avslutades först 2012. Lindemulder gavs veckovisa besöksrättigheter på dagtid.
2010 motsatte sig Lindemulder James' planerade flytt till Austin i Texas. Som argument lade hon fram Sunny bodde oss hos Bullock under Lindemulders egen rehabiliteringsklinik i Arizona.
Efter Lindemulders frisläppande, förlust i den långvariga vårdnadstvisten och ekonomiska problem drabbades hon av en djup depression. Efter en tids problem med droger genomgick hon en avvänjningskur på en rehabiliteringsklinik i Arizona; hon har därefter hållit sig borta från narkotika och även deltagit i terapi för att komma över sina psykiska problem. Båda programmen har bekostats av James.

#### Senare år
2012 flyttade Lindemulder tillbaka till Los Angeles, strax därefter till Oregon. 2017 syntes Lindemulder framför en kamera, för första gången på fem år, i After Porn Ends 2. Dokumentärfilmen beskrev hennes väg mot berömmelse, hennes Blondage-duo, hur hon var mentalt oförberedd på kändisskapets baksidor och följderna av hennes vårdnadstvist med Jesse James om parets dotter.
Lindemulder är, i likhet med ett stort antal både aktiva och före detta aktiva porrfilmsskådespelerskor, verksam som innehållsskapare på Onlyfans. Hon startade sitt konto 2017.

## Utmärkelser
- 1994 XRCO Award – Best Girl-Girl Scene (Hidden Obsessions) med Julia Ann[29]
- 1994 AVN Award – Best All-Girl Sex Scene, Film (Hidden Obsessions) med Julia Ann[30]
- 1997 AVN Award – Best Tease Performance (Extreme Close-Up)[30]
- 2000 AVN Award – Best All-Girl Sex Scene, Film (Seven Deadly Sins) med Julia Ann[30]
- 2000 AVN Award – Best Supporting Actress, Film (Seven Deadly Sins)[30]
- 2002 – invald i AVN Hall of Fame[31]
- 2006 AVN Award – Best All-Girl Sex Scene (Pirates) med Jesse Jane[15]
- 2006 AVN Award – Best Actress, Video (Pirates)[15]
- 2006 XRCO Award – MILF of the Year[32][33]
- 2006 – invald i XRCO Hall of Fame[32][33]
- 2007 AVN Award – Best Sex Scene Coupling, Film (Emperor) med Manuel Ferrara[34]